# Domus Aurea
La Domus Aurea (literalmente, en latín, «Casa de Oro») era un grandioso palacio construido por el emperador Nerón sobre la Colina del Oppio en el corazón de la antigua Roma tras el gran incendio del año 64. Reemplazó y amplió la Domus Transitoria que Nerón construyó como su primer complejo palaciego en la misma zona.
Ocupaba, según se ha calculado, alrededor de 50 hectáreas entre las colinas del Palatino y el Esquilino, incluyendo en este la Colina del Oppio. Sus lujos incluían incrustaciones de oro, piedras preciosas y marfil, y se cuenta que los techos de algunos salones tenían compuertas por donde se arrojaban flores y perfumes durante las fiestas ofrecidas por Nerón.

## Historia

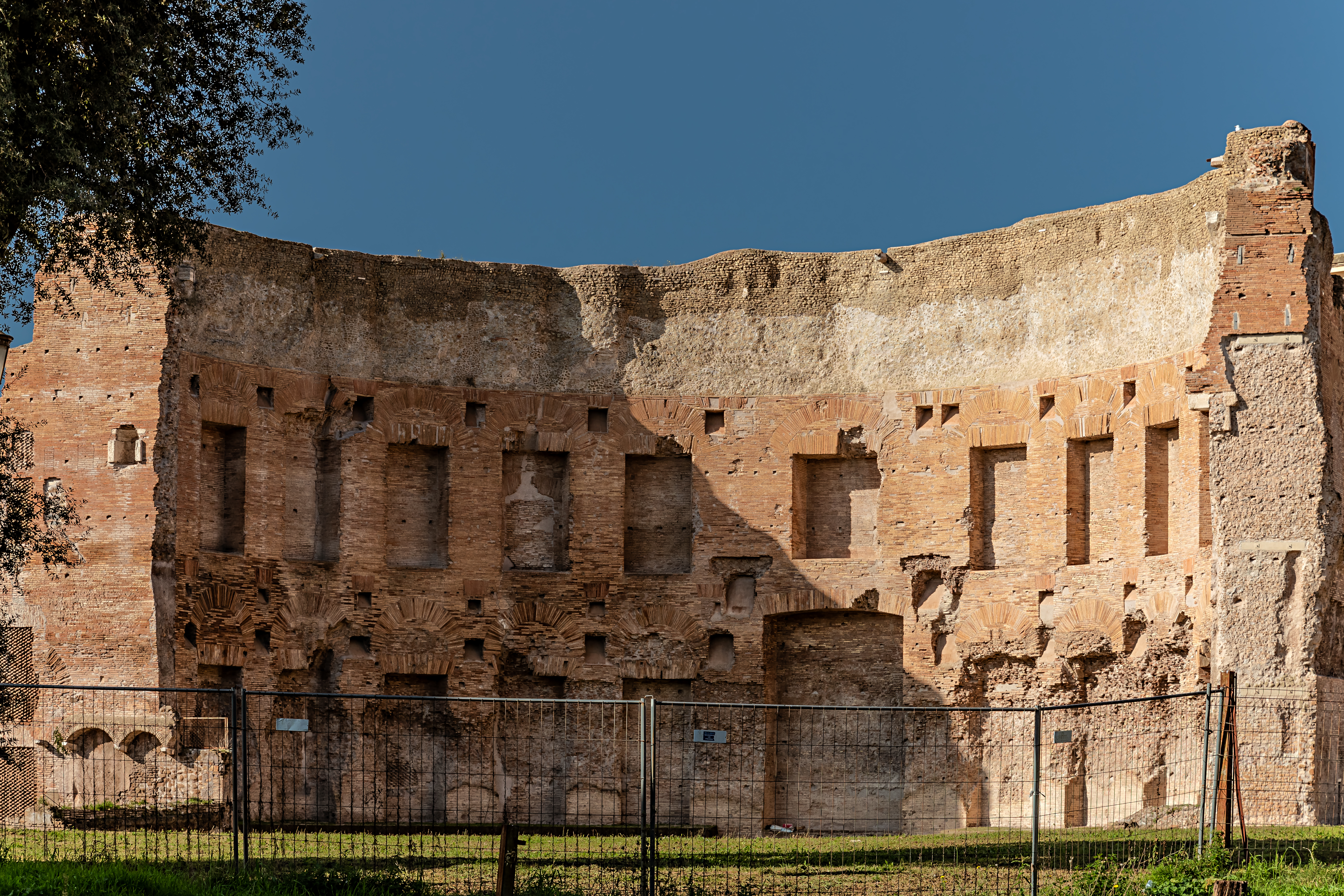
La Domus Aurea permanece todavía debajo de las ruinas de las Termas de Trajano.

La Domus Aurea probablemente nunca se terminó. Otón y probablemente Tito subvencionaron la finalización de la estructura sobre la Colina del Oppio; por lo que continuó siendo habitada por otros emperadores, como Vitelio en el año 69 tras caer enfermo, hasta su destrucción por el emperador Trajano en 104.
Suetonio cuenta que Nerón, al entrar por primera vez en su Domus Aurea, exclamó:

¡Bien! Ahora por fin puedo empezar a vivir como un ser humano.
Suetonio, Vida de los Césares — «Vida de Nerón», 31.

Se consideraba como un símbolo de decadencia y vergüenza para los sucesores de Nerón, por lo que se retiraron todos los elementos realizados en mármol, piedras preciosas y marfil en el plazo de una década. A pesar de que la villa Oppia continuó estando habitada durante algunos años más tarde, tras la muerte de Nerón, buena parte del palacio y sus terrenos, con unas dimensiones de 2,6 kilómetros cuadrados, fueron sepultados bajo escombros y se construyó sobre ellos, por ejemplo; las Termas de Tito ya se estaban construyendo sobre algunas zonas, probablemente los baños privados, en el año 79. Justo donde se encontraba la antigua laguna, en el centro del recinto palaciego, el emperador Vespasiano edificó el Coliseo de Roma, que podía ser inundado de nuevo, denominado así porque se encontraba junto al Coloso de Nerón. Asimismo, también se edificaron en el área las Termas de Trajano y el Templo de Venus y Roma. En apenas cuatro décadas, el palacio había sido completamente eliminado; paradójicamente, este hecho aseguró la supervivencia de las pinturas murales al protegerlas de la humedad.

### Descubrimiento en elsigloXV

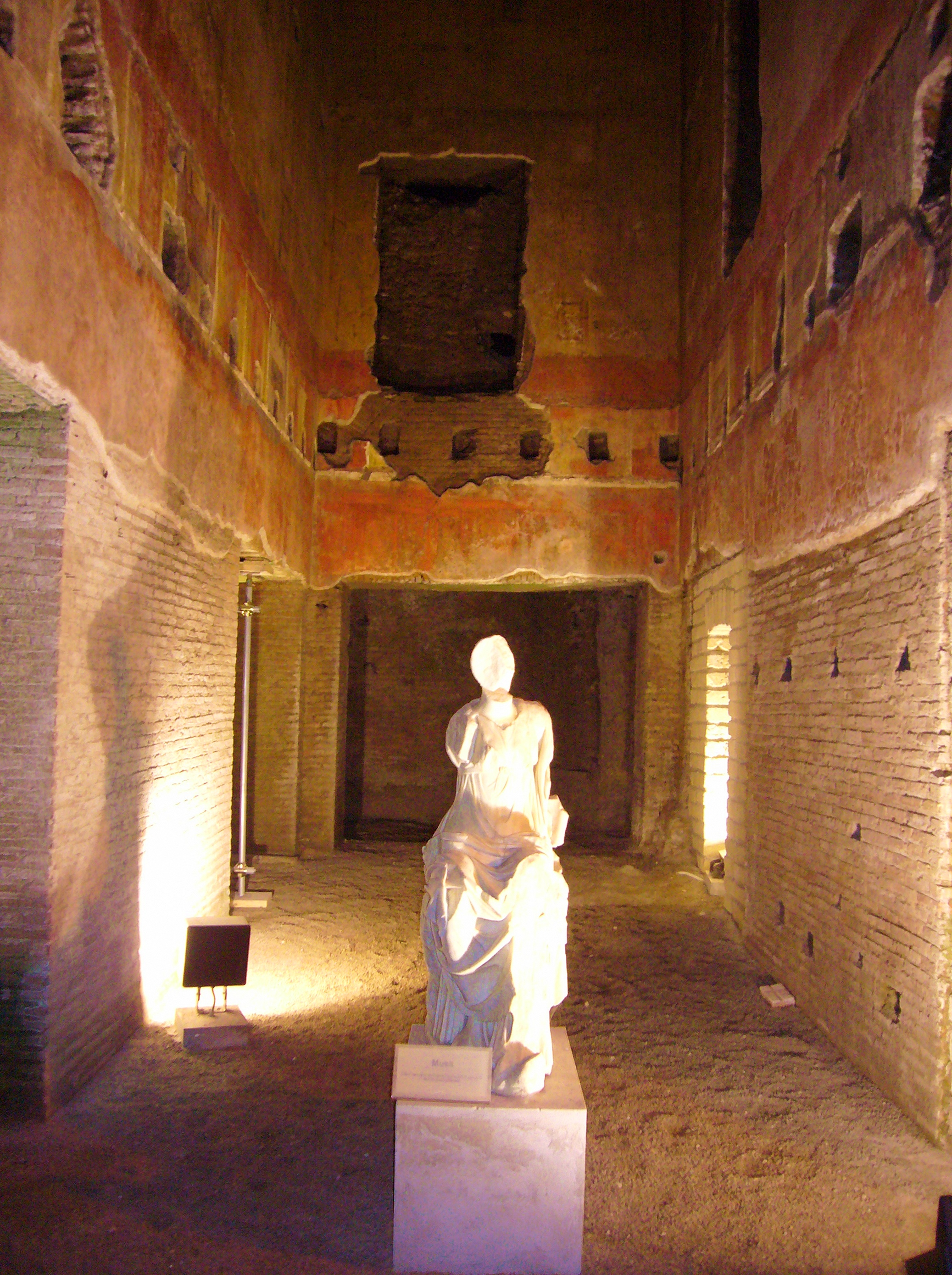
Estatua de una musa en la reabierta Domus Aurea.

Al menos una parte de las estancias del palacio permaneció oculta hasta el siglo XV, cuando un joven romano cayó accidentalmente a través de una hendidura y halló casualmente el acceso a una de las bóvedas tapadas bajo tierra. Las decoraciones murales descubiertas entonces fueron la inspiración del motivo de grutescos que se hizo habitual en el Renacimiento. La palabra grutesco deriva de gruta, en alusión a las ruinas subterráneas de la Domus. Pronto los jóvenes artistas de Roma empezaron a estudiar los frescos, y su efecto entre los artistas del Renacimiento fue inmediato y profundo como puede verse en la decoración de las estancias de Rafael Sanzio en el Palacio Apostólico de la Ciudad del Vaticano. Además, pueden observarse algunos grafitis posteriores con las firmas de algunos autores como Giacomo Casanova y el marqués de Sade, así como los autógrafos de Domenico Ghirlandaio, Martin van Heemskerck y Filippino Lippi.
Algunas obras de arte clásicas halladas en esta época se consideraban provenientes de la Domus Aurea o de su entorno, como Laocoonte y sus hijos o la Venus Calipigia, aunque esta teoría se considera improbable, debido a que las obras de arte de gran calidad fueron trasladadas, por ejemplo, al Templo de la Paz, antes de que la Domus fuese cubierta con escombros.

## Conservación

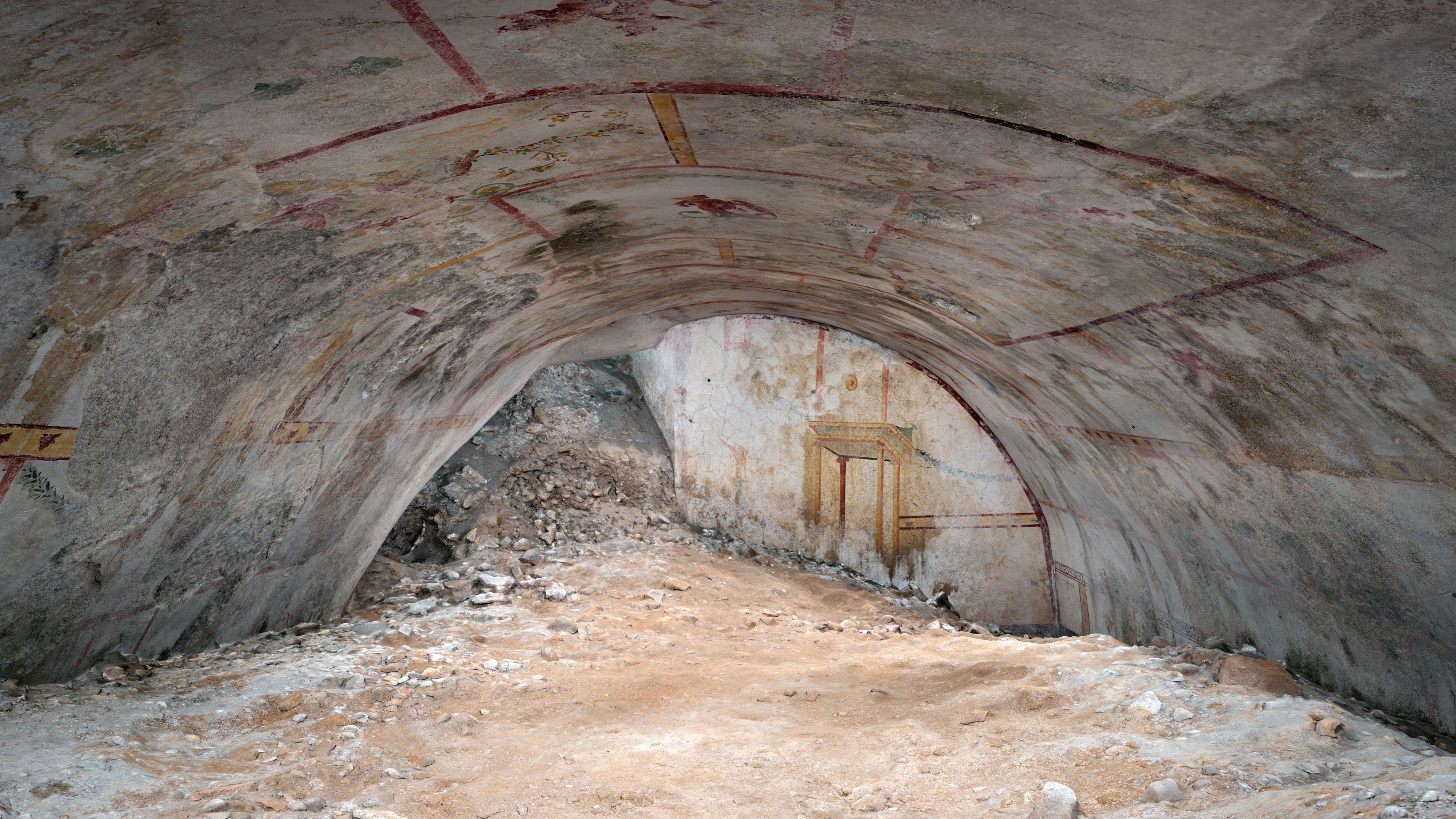
La Sala de la Esfinge fue descubierta en 2019 durante las obras de restauración.

Los restos encontrados en las posteriores excavaciones muestran un buen estado de conservación, y sus pinturas son particularmente bellas. Sin embargo, limitaciones presupuestarias han impedido durante décadas la conservación adecuada del conjunto, que ha sufrido grietas y humedades que hacían peligrar su sustentación y que desaconsejaban el acceso del público. En 1999 abrió sus puertas al público tras dos décadas de restauración, sin embargo, en 2005 se cerró el acceso por problemas de seguridad y desde febrero de 2007 únicamente se podían visitar algunas salas y con el uso de un casco. A raíz de dichas grietas y de la filtración del agua, el 30 de marzo de 2010 parte del techo de una de las galerías del complejo, alrededor de 60 metros², se vino abajo. En el momento del colapso no había turistas en el sitio.
En 2019 una nueva cámara subterránea fue descubierta durante trabajos de restauración. La cámara está recubierta de frescos de animales reales y míticos y le ha sido puesto el nombre de «cámara de la esfinge». Según la directora del Parque Arqueológico del Coliseo esta cámara «nos cuenta de la atmósfera de los años del reinado de Nerón».